# نامدايمن
نامدايمُن (بالهانغل: 남대문 / بالهانجا: 南大門) وتعرف رسمياً باسم سُنغنيمُن (بالهانغل: 숭례문 / بالهانجا: 崇禮門 / وتعني: بوابة الاحتفالات الرفيعة). هي إحدى ثماني بوابات لسور قلعة مدينة سول العاصمة في كوريا الجنوبية، والتي تحد عاصمة سلالة جوسون. تقع البوابة في حي جنغ بين محطة سول وسول بلازا، ويقع بجانبها سوق نامدايمن التاريخي والمفتوح لأربعة وعشرين ساعة.
البوابة والتي تعود للقرن الرابع عشر هي ممر مبني على طراز الباغودا وتُعتبر الكنز الوطني الأول في كوريا الجنوبية. كانت البوابة سابقاً إحدى البوابات الثلاثة الكبرى التي يُعبر من خلالها إلى داخل المدينة. كان ارتفاع البوابة 6 أمتار وعرضها 18 كيلو مترٍ تقريباً. بنيت البوابة في السنة الأخيرة من حكم الملك تايجو في سنة 1398 وأعيد بناؤها في 1447 خلال العهد التاسع والعشرين من عهد الملك سيجونغ.
في 2008 احترقت الباغودا الخشبية فوق البوابة بفعل فاعل. بدأت أعمال الترميم في فبراير 2010 وأنتهي منها في 29 أبريل 2013. أعيد افتتاحها رسمياً في 5 مايو 2013 بعد خمس سنوات.